# 陶利奧爾科山
13°42′16″S 74°16′37″W / 13.70444°S 74.27694°W

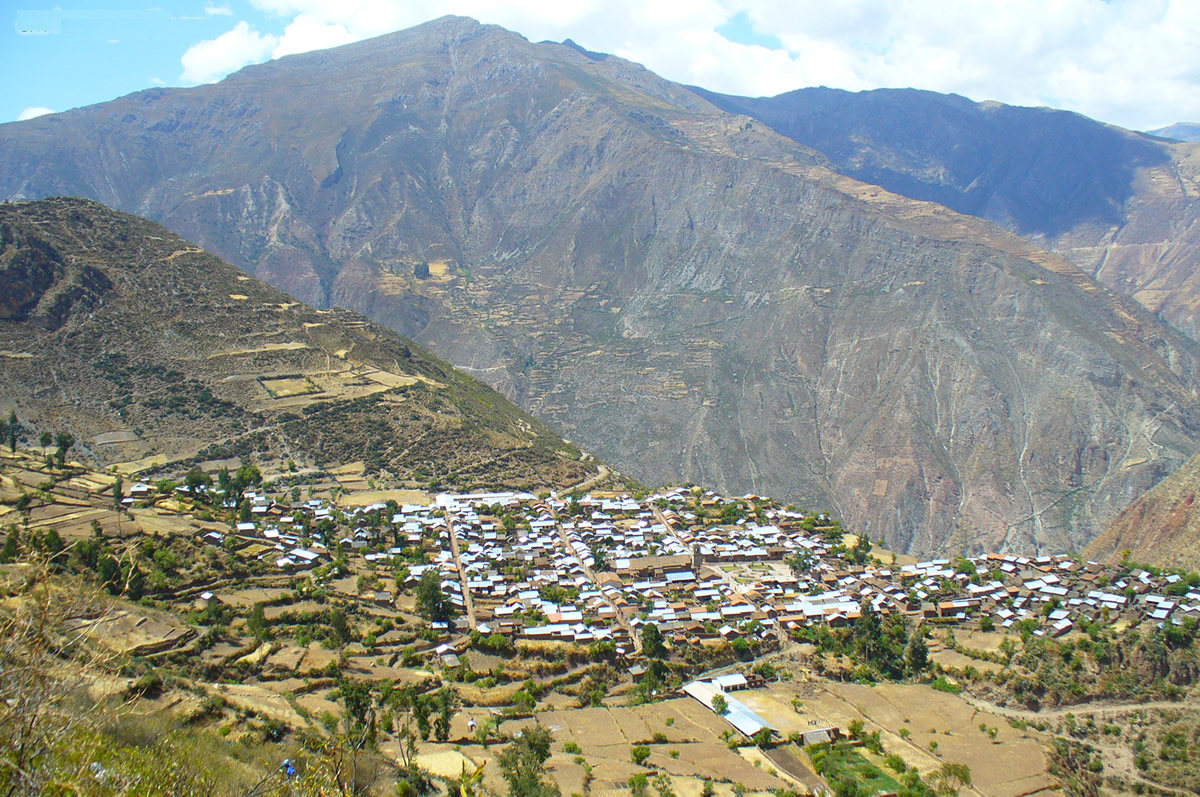

陶利奧爾科山（Tawlli Urqu），是秘魯的山峰，位於該國中南部阿亞庫喬大區，由維克托法哈多省的瓦曼基基亞區負責管轄，屬於安地斯山脈的一部分，海拔高度4,000米。